# كامرين بيكوندوفا
كامرين بيكوندوفا هي ممثلة وراقصة أمريكية ولدت في 22 مايو 1999.قامت بدور سيلينا كايل في مسلسل غوثام.